# Giordano Benedetti
Giordano Benedetti (ur. 22 maja 1989 w Trydencie) – włoski lekkoatleta, średniodystansowiec, specjalizujący się w biegu na 800 metrów. Reprezentant swojego kraju w drużynowym czempionacie Starego Kontynentu.
W 2008 roku wziął udział w Mistrzostwach Świata Juniorów w Lekkoatletyce 2008. W biegu na 800 metrów zajął 6. pozycję w finale. Rok później został finalistą Igrzysk Śródziemnomorskich 2009, zajmując w biegu na 800 metrów 8. pozycję. W 2010 roku odpadł w półfinale tej samej konkurencji podczas Mistrzostw Europy w Lekkoatletyce 2010. Z kolei w 2011 roku zajął 4. pozycję w tej samej konkurencji podczas Młodzieżowych Mistrzostwach Europy w Lekkoatletyce 2011.
Wielokrotnie zdobywał medale mistrzostw Włoch w lekkoatletyce, zarówno w kategoriach juniorskich, jak i zawodach seniorskich. Trzykrotnie zostawał halowym mistrzem kraju w biegu na 800 metrów (2010, 2011 i 2012), a raz (2011) mistrzem kraju w tej samej konkurencji rozgrywanej na stadionie.

## Rekordy życiowe
- Bieg na 400 metrów (stadion) – 47,49 (2014)
- Bieg na 600 metrów (stadion) – 1:18,47 (2012)
- Bieg na 800 metrów (stadion) – 1:44,67 (2013)
- Bieg na 800 metrów (hala) – 1:47,60 (2013)
- Bieg na 1500 metrów (stadion) – 3:42,79 (2015)
- Bieg na 1500 metrów (hala) – 3:48,22 (2012)